# Módosi híd
A Módosi híd (románul: Podul Modoș vasúti híd Temesváron, a Béga-csatorna felett. A város nyugati részén, a Józsefvárosban található. A Temesvár-Északi pályaudvarról induló Temesvár–Torontálkeresztes-, Temesvár–Alsósztamora-Temesmóra- és Temesvár–Buziásfürdő–Lugos-vasútvonalak keresztezik itt a csatornát.

## Történelem
Az 53 km hosszú Temesvár–Módos-vasútvonal 1897. július 31-én indult meg a forgalom.
A Temesvár–Jaszenova-Báziás-vasútvonal eredeti nyomvonala a Püspök híd (ma Vitéz Mihály  híd) melletti vashídon keresztezte a Béga-csatornát, és onnan szinte egyenesen dél-délnyugat felé tartva, az Erzsébetvárosi temető mellett elhaladva érte el a mai nyomvonalat. Mivel idővel akadályává vált a város fejlődésének, ezért 1932-ben áthelyezték mai nyomvonalára, azóta vezet az eredetileg a Módosi hídon át.